# 7e brigade d'infanterie royale bavaroise
La 7e brigade d'infanterie royale bavaroise est une division de l'armée bavaroise.

## Histoire
La brigade est créée le 27 novembre 1815 en tant que 3e brigade d'infanterie du commandement général de Wurtzbourg. Le 1er juin 1822, elle est la 1re brigade d'infanterie de la 4e division d'armée et est réorganisée le 20 novembre 1848 pour devenir la 7e brigade d'infanterie. Le quartier général est jusqu'en 1855 à Aschaffenbourg, puis jusqu'en 1869 à Bayreuth, et avec une brève interruption (Bamberg 1900-1903) jusqu'à sa dissolution en 1919 à Wurtzbourg.
La brigade sert au début de la Première Guerre mondiale au sein de la 6e armée de l'Empire allemand sur le front occidental.

## Composition
En 1914, la brigade fait partie de la 4e division. Elle comprend les unités suivantes :
- 5e régiment d'infanterie bavarois « grand-duc Ernest-Louis de Hesse » (de) (Bamberg)
- 9e régiment d'infanterie bavarois « Wrede » (de) (Wurtzbourg)
- 2e bataillon de chasseurs à pied bavarois (de) (Aschaffenbourg)
- Bezirkskommando Aschaffenbourg
- Bezirkskommando Kitzingen
- Bezirkskommando Würzburg

## Commandement
| Grade         | Nom                              | Dates                              |
| ------------- | -------------------------------- | ---------------------------------- |
| Major-général | Kaspar von Hagens (de)           | 1er août 1861 au 8 juin 1866       |
| Colonel       | Franz Adam Faust                 | 9 juin au 4 juillet 1866           |
| Major-général | Wilhelm von Schleich             | 18 août 1866 au 16 août 1868       |
| Major-général | Joseph von Ribaupierre           | 17 août 1868 au 31 janvier 1870    |
| Major-général | Heinrich von Thiereck            | 1er février au 3 octobre 1870      |
| Major-général | Börries von Wissell              | 4 octobre 1870 au 8 août 1873      |
| Major-général | Friedrich von Treuberg           | 9 août 1873 au 28 octobre 1877     |
| Major-général | Maximilian von Verri della Bosia | 29 octobre 1877 au 24 juillet 1883 |
| Major-général | Theodor von Angstwurm            | 25 juillet 1883 au 5 mars 1887     |
| Major-général | Wilhelm von Staudt               | 6 mars 1887 au 11 mai 1888         |
| Major-général | Heinrich Abel                    | 12 mai au 3 décembre 1888          |
| Major-général | Adolph von Asch (de)             | 4 décembre 1888 au 6 mai 1893      |
| Major-général | Adolf von Lossow (de)            | 7 mai 1893 au 6 novembre 1896      |
| Major-général | Karl von Waldenfels              | 7 novembre 1896 au 19 juin 1899    |
| Major-général | Jakob Fortenbach                 | 20 juin 1899 au 9 octobre 1900     |
| Major-général | Rupprecht de Bavière             | 10 octobre 1900 au 13 juin 1903    |
| Major-général | Georg Keßler                     | 14 juin 1903 au 20 août 1905       |
| Major-général | Joseph Rittmann                  | 21 août 1905 au 7 novembre 1908    |
| Major-général | Max von Montgelas                | 8 novembre 1908 au 25 mars 1910    |
| Major-général | Alfred von Göringer (de)         | 26 mars 1910 au 26 mars 1913       |
| Major-général | Emil Henigst                     | 27 mars 1913 au 13 décembre 1916   |
| Major-général | Ludwig Hierthes                  | 14 décembre 1916 au 26 août 1917   |
| Major-général | Karl Reber                       | 27 août 1917 au 11 novembre 1918   |